# Бич Гроув (Индијана)
Бич Гроув (енгл. Beech Grove) град је у америчкој савезној држави Индијана.

## Демографија
По попису из 2010. године број становника је 14.192, што је 688 (-4,6%) становника мање него 2000. године.
| Група             | 2000.          | 2010.          |
| Белци             | 14.161 (95,2%) | 12.766 (90,0%) |
| Афроамериканци    | 133 (0,9%)     | 461 (3,2%)     |
| Азијати           | 120 (0,8%)     | 100 (0,7%)     |
| Хиспаноамериканци | 308 (2,1%)     | 589 (4,2%)     |
| Укупно            | 14.880         | 14.192         |